# Сандерс, Майлз
Майлз Адам Сандерс (англ. Miles Adam Sanders, 1 мая 1997, Питтсбург, Пенсильвания) — американский футболист, раннинбек клуба НФЛ «Филадельфия Иглз».

## Биография
Майлз Сандерс родился 1 мая 1997 года в Питтсбурге. Там же учился в старшей школе Вудленд-Хиллс. Предложения спортивной стипендии от нескольких университетов он получил за два года до её окончания. В июле 2014 года Сандерс подтвердил своё намерение продолжить карьеру в университете штата Пенсильвания. По оценкам сайта 247Sports он входил в десятку лучших раннинбеков, которые поступали в колледжи в 2016 году. 

### Любительская карьера
Выступления в NCAA Сандерс начал в сезоне 2016 года. Большую его часть он провёл в качестве запасного для Сейкуона Баркли, набрав в играх чемпионата всего 184 ярда. При этом его активно задействовали в составе специальных команд: за сезон он сделал 33 возврата начального удара, установив рекорд университета. В 2017 году игровое время Сандерса сократилось ещё больше, так как Баркли начал играть и в качестве возвращающего.
В 2018 году Баркли вышел на драфт НФЛ и Сандерс стал основным бегущим Ниттани Лайонс. При этом тренеры стали больше задействовать его и в пасовой игре. В играх сезона, ставшего для него последним в колледже, он набрал 1 274 выносных ярда и занёс девять тачдаунов.

#### Статистика выступлений в NCAA
| Сезон | Команда                   | Игры | Приём | Приём | Приём | Приём | Вынос | Вынос | Вынос | Вынос |
| Сезон | Команда                   | Игры | Rec   | Yds   | Y/A   | TD    | Att   | Yds   | Y/A   | TD    |
| ----- | ------------------------- | ---- | ----- | ----- | ----- | ----- | ----- | ----- | ----- | ----- |
| 2016  | Пенн Стейт Ниттани Лайонс | 13   | 2     | 24    | 12,0  | 1     | 25    | 184   | 7,4   | 1     |
| 2017  | Пенн Стейт Ниттани Лайонс | 12   | 6     | 30    | 5,0   | 0     | 31    | 191   | 6,2   | 2     |
| 2018  | Пенн Стейт Ниттани Лайонс | 13   | 24    | 139   | 5,8   | 0     | 220   | 1 274 | 5,8   | 9     |
| Всего | Всего                     | 38   | 32    | 193   | 6,0   | 1     | 276   | 1 649 | 6,0   | 12    |

### Профессиональная карьера
Аналитик сайта НФЛ Лэнс Зирлейн перед драфтом отмечал хорошую работу ног Сандерса, его способность уходить от захватов защитников и хорошее видение поля. Ему прогнозировался выбор во втором раунде и место стартового бегущего в одной из команд в лиги в ближайшие два сезона. Недостатками игрока назывались недостаток стартовой скорости, трудности в игре против лайнбекеров на некоторых маршрутах, низкую подвижность при смене направления движения и проблемы с контролем мяча. На показательных тренировках, прошедших перед драфтом в Индианаполисе, Сандерс проявил себя как один из лучших потенциальных новичков лиги.
На драфте его под общим 53 номером во втором раунде выбрала «Филадельфия Иглз». В мае Сандерс подписал с клубом контракт на сумму 5,35 млн долларов. Первая часть регулярного чемпионата 2019 года ушла на адаптацию игрока к новым условиям. В первых семи матчах он в среднем набирал всего по 3,5 ярда за попытку выноса, в своём третьем матче совершил два фамбла. Во второй половине сезона эффективность Сандерса выросла и год он закончил лучшим среди новичков НФЛ по общему числу набранных ярдов.

#### Статистика выступлений в НФЛ

##### Регулярный чемпионат
| Сезон | Команда          | Игры | Приём | Приём | Приём | Приём | Вынос | Вынос | Вынос | Вынос |
| Сезон | Команда          | Игры | Rec   | Yds   | Y/A   | TD    | Att   | Yds   | Y/A   | TD    |
| ----- | ---------------- | ---- | ----- | ----- | ----- | ----- | ----- | ----- | ----- | ----- |
| 2019  | Филадельфия Иглз | 16   | 50    | 509   | 10,2  | 3     | 179   | 818   | 4,6   | 3     |
| Всего | Всего            | 16   | 50    | 509   | 10,2  | 3     | 179   | 818   | 4,6   | 3     |

##### Плей-офф
| Сезон | Команда          | Игры | Приём | Приём | Приём | Приём | Вынос | Вынос | Вынос | Вынос |
| Сезон | Команда          | Игры | Rec   | Yds   | Y/A   | TD    | Att   | Yds   | Y/A   | TD    |
| ----- | ---------------- | ---- | ----- | ----- | ----- | ----- | ----- | ----- | ----- | ----- |
| 2019  | Филадельфия Иглз | 1    | 3     | 8     | 2,7   | 0     | 14    | 69    | 4,9   | 0     |
| Всего | Всего            | 1    | 3     | 8     | 2,7   | 0     | 14    | 69    | 4,9   | 0     |